# Куртасы
Куртасы́ (бел. Куртасы) — деревня в составе Савского сельсовета Горецкого района Могилёвской области Республики Беларусь.

## История
Упоминается в 1668 году как деревня в составе имения Романово в Оршанском повете Великого Княжества Литовского.

## Население
- 1999 год — 90 человек
- 2010 год — 48 человек